# فرج المطیری
فرج المطیری (انگلیسی: Faraj Al-Mutairi) بازیکن هندبال اهل کویت بود.
از باشگاه‌هایی که در آن بازی کرده‌است می‌توان به باشگاه فوتبال النصر عربستان سعودی اشاره کرد.